# Patrick Dumas
Patrick Dumas, citato anche come Patrick A. Dumas (Uzerche, 21 novembre 1953), è un fumettista francese.

## Biografia
Ha iniziato la sua carriera di fumettista con le fanzine e riviste Falatoff (1971), Sortilèges (1976) e Le Miroir du Centre (1978). Nel 1980 entra nella  casa editrice Glénat, dove crea la serie Patrick Maudick.
Nel 1985, con l'aiuto del romanziere e sceneggiatore François Rivière, Patrick Dumas crea Les Dossiers secrets de Maître Berger, una serie poliziesca che racconta le avventure di un avvocato determinato a far trionfare la giustizia sui privilegi della borghesia di provincia. Tra il 1985 e il 1993 sono stati pubblicati sette volumi. Patrick ha anche disegnato storie complete per i numeri speciali di Gomme e Circus, e nel 1991 ha iniziato a produrre disegni per computer per i videogiochi insieme ai suoi fumetti.
Nel 1993, Glénat interrompe Les Dossiers secrets di Maître Berger e Patrik Dumas si dedica al mondo multimediale, lavorando come freelance per diverse aziende di videogiochi fino al 2001 e partecipando alla creazione di numerosi giochi e programmi educativi.Nel 2002 torna al fumetto e, grazie a Thierry Mornet, L'Œil de Shiva inizia ad apparire sulla rivista Kiwi. Nel 2004 escono in rapida successione due albi: L'Œil de Shiva (Semic) e Allan Mac Bride, scritto da Jean-Yves Brouard (JYB Aventures).Nel 2005, Patrick Dumas entra a far parte del mensile Pif con la serie Le Cavalier Maure, scritta da Jean-Marc Lainé. Contemporaneamente, Patrick Dumas sta disegnando il seguito delle avventure di Allan Mac Bride, il cui terzo volume è uscito nel febbraio 2011. Il suo ultimo albo, 20 000 siècles sous les mers - Volume 1: L'Horreur dans la tempête, è stato pubblicato da Soleil nell'ottobre 2010.

## Pubblicazioni
Le Avventure di Patrick Maudic
1. Les Oiseaux du diable. Glénat, 1981, 48 p.[5]
2. Les Méandres du temps. Glénat, 1983, 48 p.[6]
3. La nuit de l'araignée . Xianxian éditions, 2012, 48 p. (senza d'ISBN)

Les Dossiers secreto di Maître Berger (con François Rivière)
1. L'Héritier de Rochemont. Grenoble : Glénat, décembre 1984, 48 p.[7]
2. La Veuve de Confolens. Grenoble : Glénat, août 1986, 48 p.[8]
3. Le Pensionnaire de Saint-Vincent. Grenoble : Glénat, juillet 1987, 48 p. (Collection Circus. Aventure).[9]
4. Le Sorcier de la Falaise. Grenoble : Glénat, février 1989, 48 p. (Collection Circus. Aventure).[10]
5. La Cousine de Mme Berger. Grenoble : Glénat, mai 1990, 48 p. (Collection Circus. Aventure).[11]
6. La Vengeresse. Grenoble : Glénat, août 1991, 48 p. coul. (Collection Circus. Aventure).
7. Marie-Sanglante. Grenoble : Glénat, janvier 1993, 48 p. (Collection Circus. Aventure).[12]

Allan MacBride (con Jean-Yves Brouard)
1. L'Odyssée de Bahmès. Issy-les-Moulineaux: JYB-aventures, 2004, 48 p.[13]
2. Les Secrets de Walpi. Issy-les-Moulineaux: JYB-aventures, 2007, 48 p.[14]
3. L'Oiseau des Îles. Issy-les-Moulineaux: JYB-aventures, 2011, 48 p.[15]
4. La Cité des dragons. Issy-les-Moulineaux: JYB-aventures, 2013, 48 p.[16]
5. La ronde des Apsaras. Issy-les-Moulineaux: JYB-aventures, 2017, 48 p.[17]
6. Les ombres de Ta Keo. Issy-les-Moulineaux: JYB-aventures, 2019, 48 p.[18]
7. Le peuple des sables. Issy-les-Moulineaux: JYB-aventures, 2021, 46 p.[19]

Louis Bellavoine
1. L'Œil de Shiva / sceneggiatura e disegni Patrick A. Dumas. Paris : Semic, 2004, 160 p. (Semic digest). (ISBN 2-84857-072-5[20])

0 000 siècles sous les mers
Sceneggiatura Richard D Nolane; disegni Patrick A. Dumas. ; colore .
1. L'Horreur dans la tempête. Toulon : Soleil collection 1800, 2010, 48 p.[21]
2. Le Repère de Cthulhu. Toulon : Soleil, coll. "1800", 2012, 48 p.[22]

Corpus hermeticum
- Titanic / sceneggiatura Richard D. Nolane ; disegni Patrick A. Dumas ; colore Olivier Astier. Tolone: Soleil, 2009, 44 p.(Terres secrètes).[23]

L'Aéropostale : des pilotes de légende
Sceneggiatura Christophe Bec; desegni Patrick Dumas; colore Diogo Saïto
1. Guillaumet. Toulon : Soleil, 2013, 56 p.
2. Mermoz. Toulon : Soleil, 2014, 56 p.[24])
3. Vachet. Toulon : Soleil, 2014, 56 p.
4. Saint-Exupéry : Soleil, 2016, 56 p.